# بزاها
بزاها (به لاتین: Bezaha) یک منطقهٔ مسکونی در ماداگاسکار است که در بخش بتیوکی-آتسیمو واقع شده‌است. بزاها ۱۹٬۰۰۰ نفر جمعیت دارد و ۱۲۴ متر بالاتر از سطح دریا واقع شده‌است.